# Pandrup
Pandrup ist ein dänischer Ort in der Landschaft Vendsyssel in der Region Nordjylland. Bis zur Verwaltungsreform 2007 war Pandrup Sitz der Verwaltung der Pandrup Kommune. Seither gehört sie zur Jammerbugt Kommune. Pandrup zählt 2909 Einwohner (Stand 1. Januar 2023).
Der Runenstein von Jetsmark steht im Karnhaus der Kirche von Pandrup.

## Persönlichkeiten
- Mette Madsen (1924–2015), dänische Politikerin und Autorin
- Ole Christensen (* 1955), dänischer Politiker